# Драган Срнић
Драгослав Срнић (Драгиње, код Шапца, 13. август 1912 — Штитар, код Шапца, 5. септембар 1941), познат по партизанском имену Падобранац, био је учесник Народноослободилачке борбе и народни херој Југославије.

## Биографија
Рођен је 13. августа 1912. у селу Драгиње, код Шапца. Био је најстарији син у породици Николе и Јелене Срнић, који су имали још тројицу синова — Момчила „Мошу“, Михаила „Мићу“ и Душана. Његов отац Никола је био обућар у Шапцу, а Драгослав је рођен 1912. године у народном збегу од аустроугарске најезде у близини села Драгиње.
Основну школу и нижу гимназију је завршио у Шапцу, а потом је учио типографски занат. Још као калфа, почео је да изражава симпатије према радничком покрету. Извесно време је био запослен у Новом Саду, а потом је 1932. године прешао у Београд. Због револуционарног рада, 1936. године је био протеран из Београда у Шабац. Убрзо се вратио у Београд, где је илегално живео. 
Као симпатизер Комунистичке партије Југославије (КПЈ), одлучио се да оде у Шпанију и да се тамо бори за одбрану Шпанске републике и против фашизма. Почетком 1937. године је покушао да преко Далмације оде у Шпанију, али је био ухапшен у Сплиту и стражарно спроведен у Шабац, који му је био одређен као принудно место боравка. Потом је илегално долазио у Београд, где је био поново ухапшен и осуђен на затвор.
После издржане казне, наставио је са радом у синдикалним организацијама графичких радника и учествовао је у организацијама штрајкова. Као већ истакнути раднички борац, 1939. године примљен је у чланство Комунистичке партије Југославије. Као графички радник, добио је партијски задатак да ради на организацији илегалне партијске штампарије, у којој су се штампали „Пролетер“, „Историја СКП(б)“ и други партијски материјали. Кад је, у августу 1940. године, штампарија била откривена, међу бројним ухапшеним комунистима нашао се и Драган Срнић. Неколико месеци је провео у истражном затвору, трпећи полицијску тортуру приликом ислеђивања. Почетком 1941. године, био је ослобођен оптужби и поново протеран у Шабац.
Непосредно пред почетак Априлског рата, 1941. године Драган Срнић је дошао у Београд, где га је затекла окупације земље. После напада Немачке на Совјетски Савез, 22. јуна и почетка масовних хапшења комуниста у Београду, морао је да пређе у Обреновац. Потом је дошао у Шабац, где се одмах активно укључио у рад на организовању устанка.
Половином јула 1941. године, био је један од првих бораца Мачванског партизанског одреда. Већ у првим борбама истакао се храброшћу, због чега је половином августа, после погибије Воје Радосављевића Буђонија, постављен за командира Друге чете.
Учествовао је у свим акцијама Одреда на подручју Мачве и Подриња. Био је омиљен код својих сабораца. Пошто је носио раднички комбинезон, сви су мислили да је он руски падобранац, о коме се тих дана причало да се спустио у околини, па је због тога добио надимак „Падобранац“.
Јаке немачке снаге, 5. септембра 1941. године, кренуле су да се пробију према Лозници. Срнићева Друга чета тада се налазила на положају на путу Шабац—Лозница, између села Штитара и Слепчевића. Немци су страховито напали и развила се тешка борба. Борци су извесно време одолевали надмоћнијем непријатељу. Да би сачувао чету, Драган Срнић је наредио повлачење на погодније положаје. Тада је сам узео пушкомитраљез и штитио повлачење својих бораца и у тој борби погинуо.
Указом председника Федеративне Народне Републике Југославије Јосипа Броза Тита, 7. јула 1953. године, проглашен је за народног хероја Југославије.

## Браћа Срнић
У току Народноослободилачког рата, поред Драгослава погинула су и тројица његове браће – Момчило, Михаило и Душан.
Момчило звани „Моша“ (1919–1941), био је трговачки помоћник и члан КПЈ. Ступио је у Мачвански партизански одред половином августа. Био је рањен 28. новембра у борби код Зајаче, а потом је био одређен за пратиоца командира одреда, Небојше Јерковића, са којим је заједно, 27/28. децембра био опкољен у селу Бела Река и извршио самоубиство да не би био заробљен.
Михаило звани „Мића“ (1922–1942), био је металски радник и члан СКОЈ-а. Ступио је у Мачвански партизански одред крајем августа и налазио се најпре на дужности курира Поцерског батаљона, а потом је био десетар једне чете. Крајем фебруара 1942. године је услед расула Одреда, био упућен на Космај, у Космајски партизански одред, али је на путу ка овом одреду погинуо.
У знак сећања на четворицу браће Срнић на Партизанском гробљу у Шапцу им је подигнут заједнички споменик, где су пренети њихови посмртни остаци. Познати шабачки песник Владимир Јовичић, инспирисан њиховом погибијом, посветио им је песму, а његов стих је као епитаф исписан на њиховом заједничком споменику: Полетели су тамо, где се за слободу бије, четири рођена брата, ни један се вратио није, из овог високог јата.
Једна београдска улица, на Вождовцу, носи назив „Браће Срнић”, а улице са истим именом су постојалe и у Шапцу и Обреновцу.